# Дібровник Шефферів
Дібровник Шефферів, акімерус Шеффера (лат. Akimerus schaefferi, (Laicharting, 1784)) — рід жуків з родини Скрипунових. 
В Україні трапляється вкрай зрідка у лісостеповій зоні. Вид потребує охорони його оселищ — старих дібров.